# 34877 Tremsin
34877 Tremsin este o planetă minoră (asteroid) din centura de asteroizi. A fost descoperită pe 16 octombrie 2001 la Experimental Test Site⁠(d) de Lincoln Near-Earth Asteroid Research. 
Obiectul prezintă o orbită caracterizată de o semiaxă mare de 2,3419752 UAi, o excentricitate de 0,15, o înclinație de 6,7942 ° în raport cu ecliptica.